# Batracharta chinensis
Batracharta chinensis là một loài bướm đêm trong họ Noctuidae.